# Paepalanthus squamiliferus
Paepalanthus squamiliferus är en gräsväxtart som beskrevs av Harold Norman Moldenke. Paepalanthus squamiliferus ingår i släktet Paepalanthus och familjen Eriocaulaceae. Inga underarter finns listade i Catalogue of Life.